# Syndic des gens de mer
Les syndics des gens de mer sont des fonctionnaires d’État (rattachés au Ministère de la Transition Écologique et Solidaire - MTES) de catégorie C.
Leur recrutement s’effectue soit par voie externe (pas de diplôme exigé), soit par voie interne, sous forme de concours administratif.
Il existe deux spécialités :
- droit social et administration des affaires maritimes
- navigation et sécurité